# Vega (Schiff, 1948)
Die Vega ist eine hochseetüchtige, ketchgetakelte Segelyacht. Sie wurde 1948 in Neuseeland gebaut und war zwischen 1972 und 1995 für die Umweltschutzorganisation Greenpeace im Einsatz.
1972 versuchte David McTaggart mit der Vega in das Sperrgebiet des französischen Kernwaffentestgebiets um das Mururoa-Atoll einzudringen. Die Yacht wurde dabei von einem französischen Kriegsschiff gerammt, vier Aktivisten wurden festgenommen.
1995 wurde die Yacht bei erneuten Protesten gegen französische Atomtests im Südpazifik von der französischen Marine konfisziert und 1996 zurückgegeben.